# قلعه گوچاکو
قلعه گوچاکو (به ژاپنی: 御着城, Gochaku jō)، یک قلعه ژاپنی در دوره موروماچی بود که در ولایت هاریما امروزه در استان هیوگو، ژاپن قرار داشت. این قلعه در کنار قلعه میکی و قلعه آگا سه قلعه بزرگ ولایت هاریما محسوب می‌شدند. در ۱۵۷۹ قلعه در طی حمله به چوگوکو به دست هاشیبا هیده‌یوشی سقوط کرد.